# 茲溫格爾 (愛荷華州)
茲溫格爾（Zwingle, Iowa）是美国艾奥瓦州迪比克县和杰克逊县下轄的一个城市。2010年人口统计为91人。